# Donuimun
Seodaemun
« Seodaemun » redirige ici. Pour les autres significations, voir Seodaemun (homonymie).
Donuimun (en hangeul : 돈의문, en hanja : 敦義門) ou Seodaemun (en hangeul : 서대문) était la grande porte Ouest de Séoul. La porte est construite en 1396 sous le règne de Taejo. Puis en 1915, durant l'occupation japonaise, la porte est détruite pour faire passer une ligne de tramway.

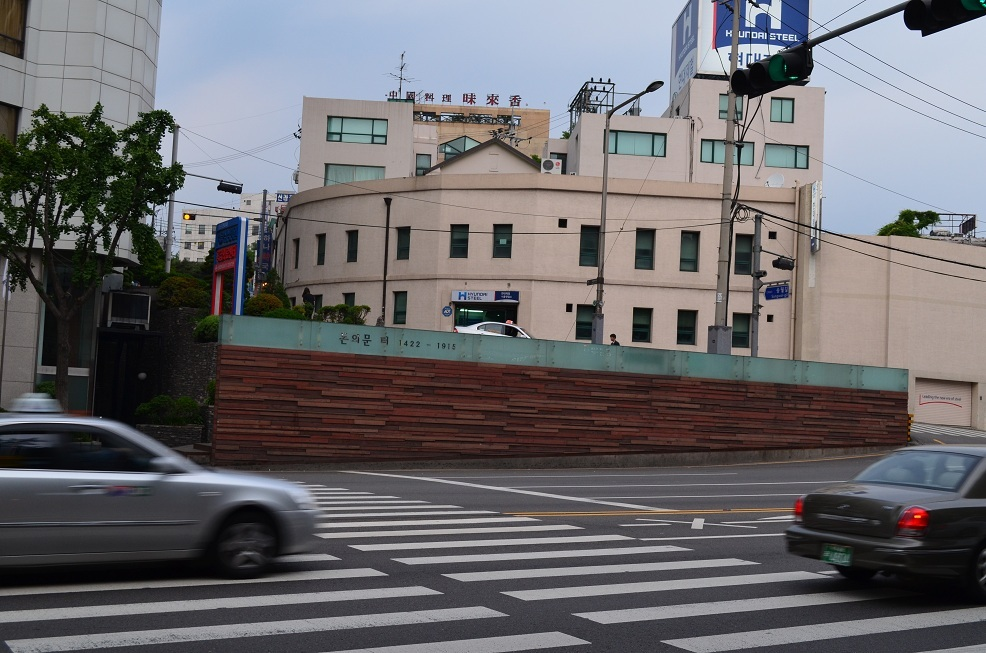
Emplacement de la porte à Séoul